# Гирети
Гирети — село в Джейрахском районе Ингушетии. Входит в сельское поселение Гули.

## География
Расположено на юге Республики Ингушетия, к югу от реки Сарту, в 11 километрах к северо-востоку от Гули, административного центра поселения. Ближайшие населенные пункты: Гаппи, Цоли, Кхяхк.

### Часовой пояс
Село Гирети, как и вся Республика Ингушетия, находится в часовой зоне МСК (московское время). Смещение применяемого времени относительно UTC составляет +3:00.

## Население
| 2010 |
| ---- |
| 0    |

## Инфраструктура
Отсутствует.